# Danowicz

Herb w stylu graficznym Tadeusza Gajla

Danowicz – polski herb szlachecki z nobilitacji.

## Opis herbu
Opis zgodnie z klasycznymi regułami blazonowania:
W polu czerwonym krzyż łaciński, srebrny (biały).

## Najwcześniejsze wzmianki
Nadany Stanisławowi Danowiczowi, 8 lutego 1563 roku. Nobilitowany był ochrzczonym Żydem o imieniu Libko. Nobilitacja objęła także jego żonę i dzieci.

## Herbowni
Jedna rodzina herbownych (herb własny): 
- Danowicz.